# Les Exterminateurs de l'an 3000
Pour plus de détails, voir Fiche technique et Distribution.
Les Exterminateurs de l'an 3000 (Il giustiziere della strada) est un film post-apocalyptique hispano-italien réalisé par Giuliano Carnimeo et sorti en 1983.

## Synopsis
En l'an 3000, la Terre a été transformée en désert après une guerre nucléaire. Les quelques survivants vivent cachés dans des grottes souterraines tandis que la surface est contrôlée par des bandes sauvages de maraudeurs armés. L'eau est devenue la denrée la plus précieuse et les survivants sont toujours à la recherche du précieux liquide. Un groupe de survivants part à la recherche d'eau mais tombe dans un piège tendu par un groupe de fanatiques qui pensent que pour purifier la planète il faut tuer tous les survivants. Un nouveau groupe est rapidement formé et envoyé sur les traces du groupe précédent pour découvrir ce qui leur est arrivé. Tommy, un jeune garçon à la recherche de son père disparu lors de la première expédition, se joint également au groupe. Après une nouvelle attaque de maraudeurs, Tommy se retrouve tout seul jusqu'à ce qu'un étranger nommé Alien arrive pour l'aider. 

## Fiche technique
- Titre français : Les Exterminateurs de l'an 3000[1]
- Titre original italien : Il giustiziere della strada ou Gli sterminatori dell'anno 3000 ou Sterminator[2]
- Titre espagnol : El exterminador de la carretera
- Réalisation : Giuliano Carnimeo
- Scénario : Elisa Briganti (it), Dardano Sacchetti (sous le nom de « James A. Ritch »)
- Photographie : Alejandro Ulloa
- Montage : Gianfranco Amicucci, Adriano Tagliavia
- Musique : Detto Mariano
- Effets spéciaux : Gino De Rossi, Edmondo Natali
- Costumes : Luciana Marinucci
- Production : Camillo Teti
- Sociétés de production : 2T Produzione Film, Globe Film
- Pays de production :  Italie •  Espagne
- Langue originale : italien
- Format : Couleur • 1,85:1 • Son mono • 35 mm
- Genre : Action et science-fiction
- Durée : 83 minutes (1 h 23)
- Dates de sortie : 
  - Italie : 13 août 1983
  - France : 18 juillet 1984

## Distribution
- Robert Iannucci : Alien
- Alicia Moro : Trash
- Luciano Pigozzi (sous le nom d'« Alan Collins ») : Papillon
- Eduardo Fajardo : Le sénateur
- Fernando Bilbao (sous le nom de « Fred Harris ») : Crazy Bull
- Beryl Cunningham : Shadow
- Luca Venantini : Tommy
- Anna Orso : Linda
- Venantino Venantini : John
- Sergio Mioni
- Román Ariznavarreta
- José Luis Chinchilla
- Garcia Monserrat
- Riccardo Mioni
- Franco Salamon
- James Clayton